# Ossolineum

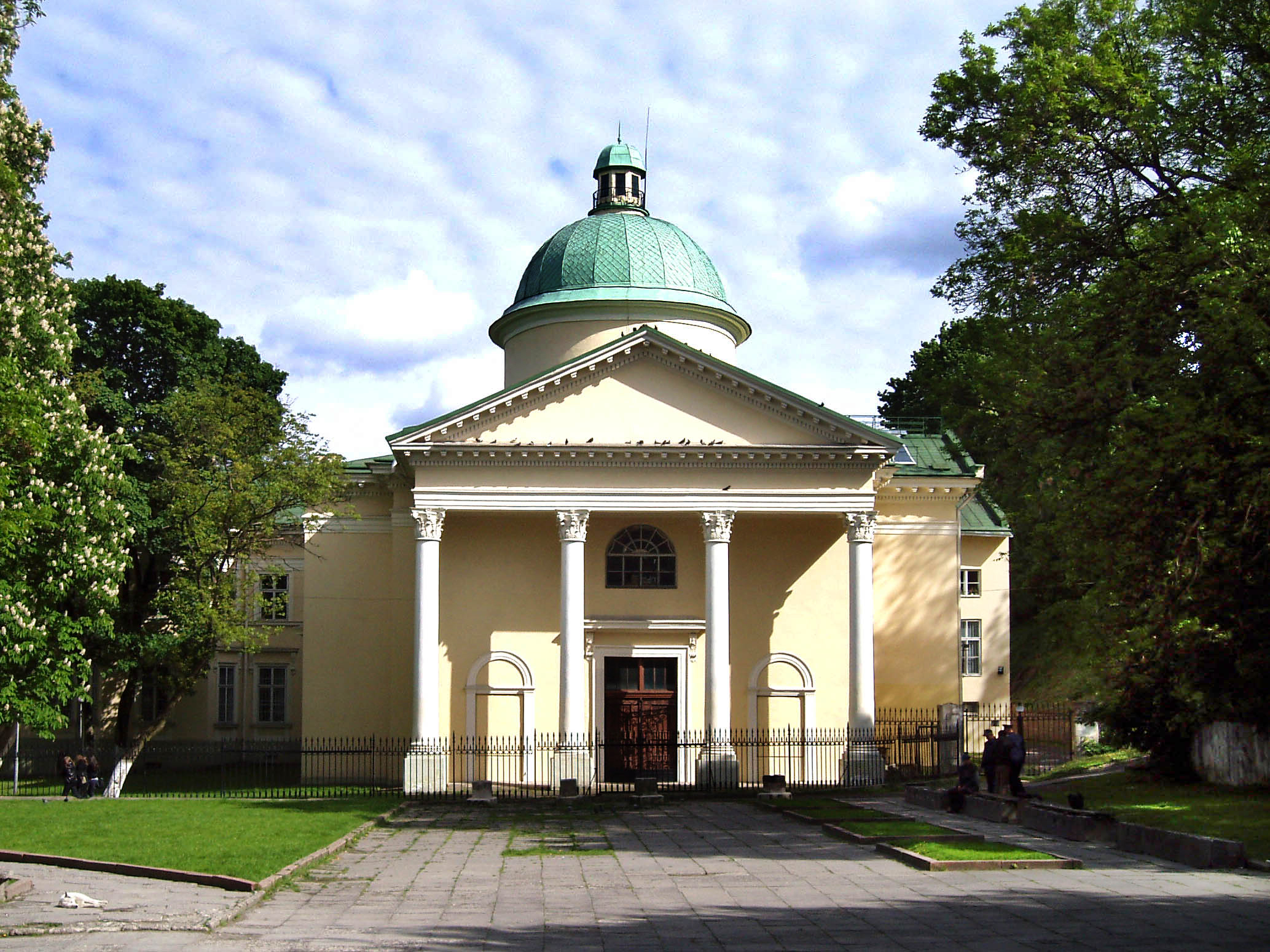
Někdejší Ossolineum ve Lvově

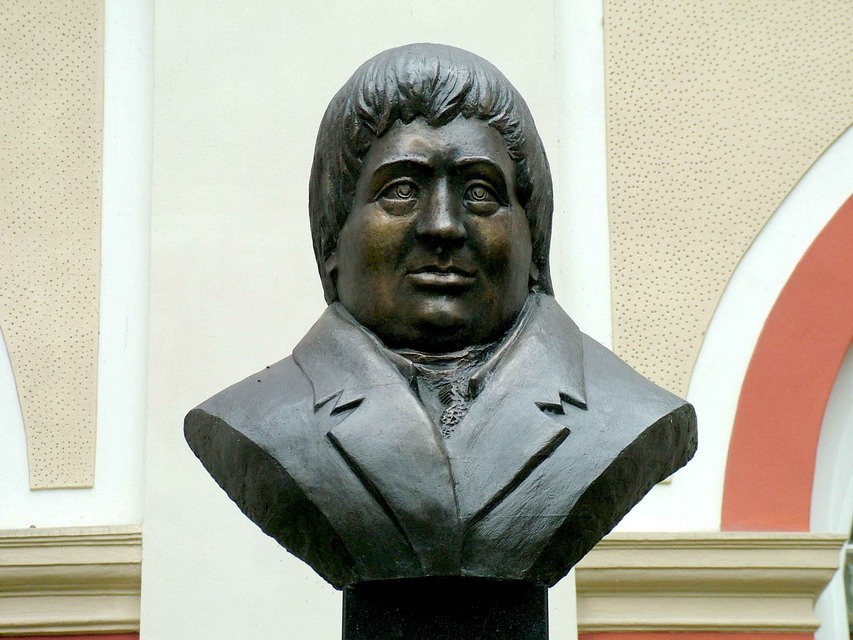
Hrabě Józef Maksymilian Ossoliński, zakladatel Ossolinea

Ossolineum neboli Národní knihovna Ossolinských ve Vratislavi (polsky Zakład Narodowy im. Ossolińskich, zkr. ZNiO, německy Ossolinski-Nationalbibliothek Breslau), je nadace se sídlem v klášteře sv. Matouše v polské Vratislavi.
Knihovna byla založena v roce 1817 hrabětem Józefem Maksymilianem Ossolińským, jako výzkumný ústav v tehdejším rakouském (později rakousko-uherském) Lvově. V roce 1828 k ústavu, někdejší Ossolińského soukromé knihovny, který svoji činnost zahájil až v roce 1827, přibylo také nakladatelství. V době c.k. monarchie bylo centrum polských výzkumů až do roku 1918.
Ossolineum založené s úmyslem vybudování sbírky tiskovin, rukopisů a grafik na polská témata, v roce 1823 významně rozšířilo své sbírky o přírůstky z knihovny hrabat Lubomirských. Později sbírky rozšířily ještě některé další soukromé příspěvky.
V roce 1947 se Ossolineum z důvodu posunu polských státních hranic přesunulo do barokního kláštera sv. Matouše na Odře ve Vratislavi. Od roku 1953 sbírka spadá pod správu Polské akademie věd.